# Campeonato Italiano de Futebol de 1910–11 – Primeira Divisão
A Primeira Divisão do Campeonato Italiano de Futebol de 1910–11, também conhecida oficialmente como Prima Categoria de 1910–11, foi a 14.ª edição da principal divisão do Campeonato Italiano de Futebol (a 8.ª como Prima Categoria).
A competição foi organizada pela Federazione Italiana Giuoco Calcio — FIGC (em português:  Federação Italiana de Futebol) e disputada entre 22 de novembro de 1910 e 11 de junho de 1911.
O título de campeão ficou com o Pro Vercelli, seu terceiro título.

## Premiação
| Campeonato Italiano de Futebol de 1910–11 Primeira Divisão |
| ---------------------------------------------------------- |
| Football Club Pro Vercelli 1892 Campeão (3.º título)       |